# Россошанская волость
Россошанська волость — историческая административно-территориальная единица Острогожского уезда Воронежской губернии с центром в слободе Россошь.
По состоянию на 1885 год состояла из 4 поселений, 4 сельских общин. Населения — 7586 человек (3736 мужского пола и 3850 — женской), 1325 дворовых хозяйств.
| Площадь, десятин       | В том числе пахотной, дес. |      |
| ---------------------- | -------------------------- | ---- |
| Сельских общин         | 10878                      | 6452 |
| Частной собственности  | 8798                       | 2817 |
| Казенной собственности | 2                          | —    |
| Другой собственности   | 199                        | —    |
| В общем                | 19877                      | 9269 |

Крупнейшие поселения волости на 1880 год:
- Россошь — бывшее владельческое слобода при реках Россошь и Черная Калитва за 90 верст от уездного города, 5436 человек, 1021 двор, православная церковь, школа, часовня, богадельня, больница, 2 постоялых двора, 2 лавки, 4 кирпичных и конский заводы, базары и 2 ярмарки в год. За 5 верст — железнодорожная станция Михайловка. За 8 верст — железнодорожная станция Калитва.
- Есаульський (Осаульський) — бывший собственнический хутор при реке Черная Калитва, 365 человек, 62 двора, 2 скамейки.
- Подгорный (Мамон) — бывший собственнический хутор при реках Россошь и Черная Калитва, 1217 человек, 216 дворов.